# NK Radnik Velika Gorica
Nogometni Klub Radnik Velika Gorica – chorwacki klub piłkarski. Miał on siedzibę w mieście Velika Gorica, w regionie Żupanii zagrzebskiej. Drużyna grała w chorwackiej I lidze w latach 1992-1994.
Latem 2009 roku Radnik został rozwiązany, by poprzez połączenie z lokalnym klubem NK Polet Buševec stworzyć drużynę HNK Gorica. Nowo powstały zespół kontynuuje dziedzictwo Radnika jako symbol piłki nożnej w regionie Turopolje.